# Fahlan Sakkreerin
Fahlan Sakkreerin (* 10. April 1968 in Amphoe Mueang Maha Sarakham, Thailand) ist ein ehemaliger thailändischer Boxer im Strohgewicht. 

## Profikarriere
Im Jahre 1988 begann er seine Profikarriere. Am 22. Februar 1990 boxte er gegen Eric Chavez um den Weltmeistertitel des Verbandes IBF und gewann durch K. o. Diesen Gürtel verlor er in seiner achten Titelverteidigung im September 1992 an Manny Melchor.
Im Jahre 2005 beendete er seine Karriere.